# Nore og Uvdal
Nore og Uvdal (deutsch: Nore und Uvdal) ist eine Kommune im norwegischen Fylke Buskerud. Die Kommune hat 2466 Einwohner (Stand: 1. Januar 2025) und ist die flächenmäßig größte im Fylke Buskerud. Verwaltungssitz ist die Ortschaft Rødberg. Bekannt sind die beiden Stabkirchen der Gemeinde, die Stabkirche Nore und die Stabkirche Uvdal.

## Geografie

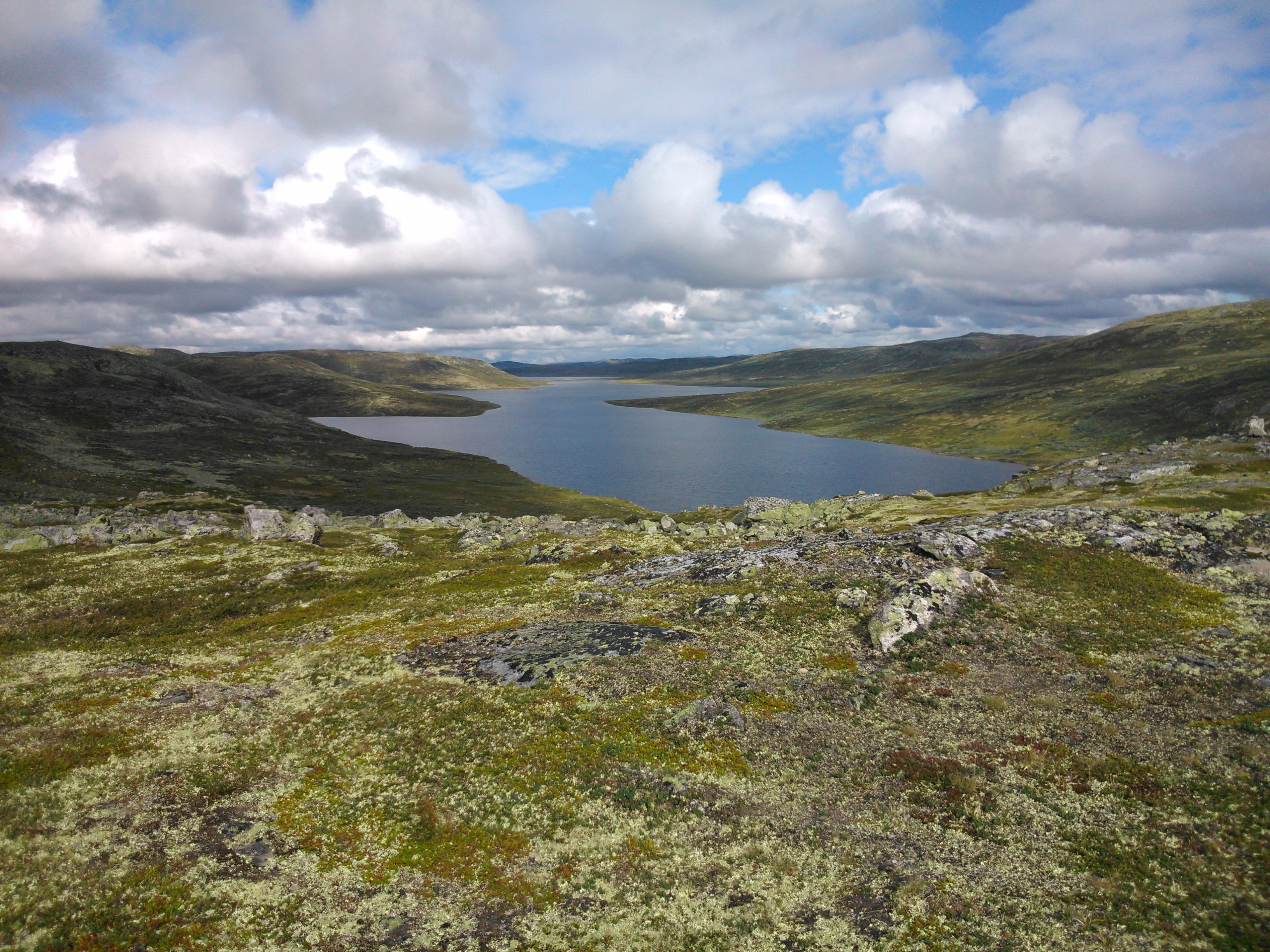
Blick auf den See Hettefjorden in der Hardangervidda

Die Gemeinde liegt im Südwesten von Buskerud und ist Teil der Hardangervidda. Das östliche Gemeindegebiet, das der früheren Kommune Nore entspricht, stellt den nördlichen Bereich des Tals Numedal dar. Das Tal zieht sich im Osten in Nord-Süd-Richtung durch die Gemeinde. Bei der Ortschaft Rødberg vereint sich das Numedal mit dem aus dem Westen kommenden Tal Uvdal. Die Kommune Nore og Uvdal grenzt an Hol, Ål und Nesbyen im Norden, Flå und Sigdal im Osten, Rollag im Südosten, Tinn und Vinje im Süden sowie Eidfjord im Westen. Des Weiteren besteht im Südwesten in einem Punkt eine Grenze zur Kommune Ullensvang. Die Grenzen zu Tinn und Vinje im Süden stellen zugleich den Übergang zum Nachbarfylke Telemark dar, die beiden westlichen Nachbarkommunen Ullensvang und Eidfjord liegen im Fylke Vestland.
Im nordöstlichen Bereich der Gemeinde liegt der See Tunhovdfjorden. Von dessen Südufer fließt der Fluss Lågen durch das Numedal weiter Richtung Süden. Weiter im Westen befinden sich höhere Berge und einige Bergseen. Etwa 78 % der Gemeindefläche liegen auf einer Höhe von über 900 moh. Die Erhebung Borgsjåbrotet stellt mit einer Höhe von 1484,71 moh. den höchsten Punkt der Kommune Nore og Uvdal dar. Der Berg liegt an der Südgrenze zu Tinn. Im Westen liegt ein Teil des Hardangervidda-Nationalparks.

## Einwohner
Der Großteil der Einwohner lebt in den beiden Tälern Numedal und Uvdal. Die Einwohnerzahlen gingen ab dem Ende des Zweiten Weltkriegs meist zurück. Rødberg ist der einzige sogenannte Tettsted, also die einzige Ansiedlung, die für statistische Zwecke als eine städtische Siedlung gewertet wird. Zum 1. Januar 2024 lebten dort 504 Einwohner. Nore og Uvdal hat weder Nynorsk noch Bokmål als offizielle Sprachform, sondern ist in dieser Frage neutral.
| Jahr          | 1986 | 1990 | 1995 | 2000 | 2005 | 2010 | 2015 | 2020 | 2025 |
| ------------- | ---- | ---- | ---- | ---- | ---- | ---- | ---- | ---- | ---- |
| Einwohnerzahl | 2984 | 2903 | 2857 | 2764 | 2635 | 2514 | 2541 | 2439 | 2466 |

## Geschichte

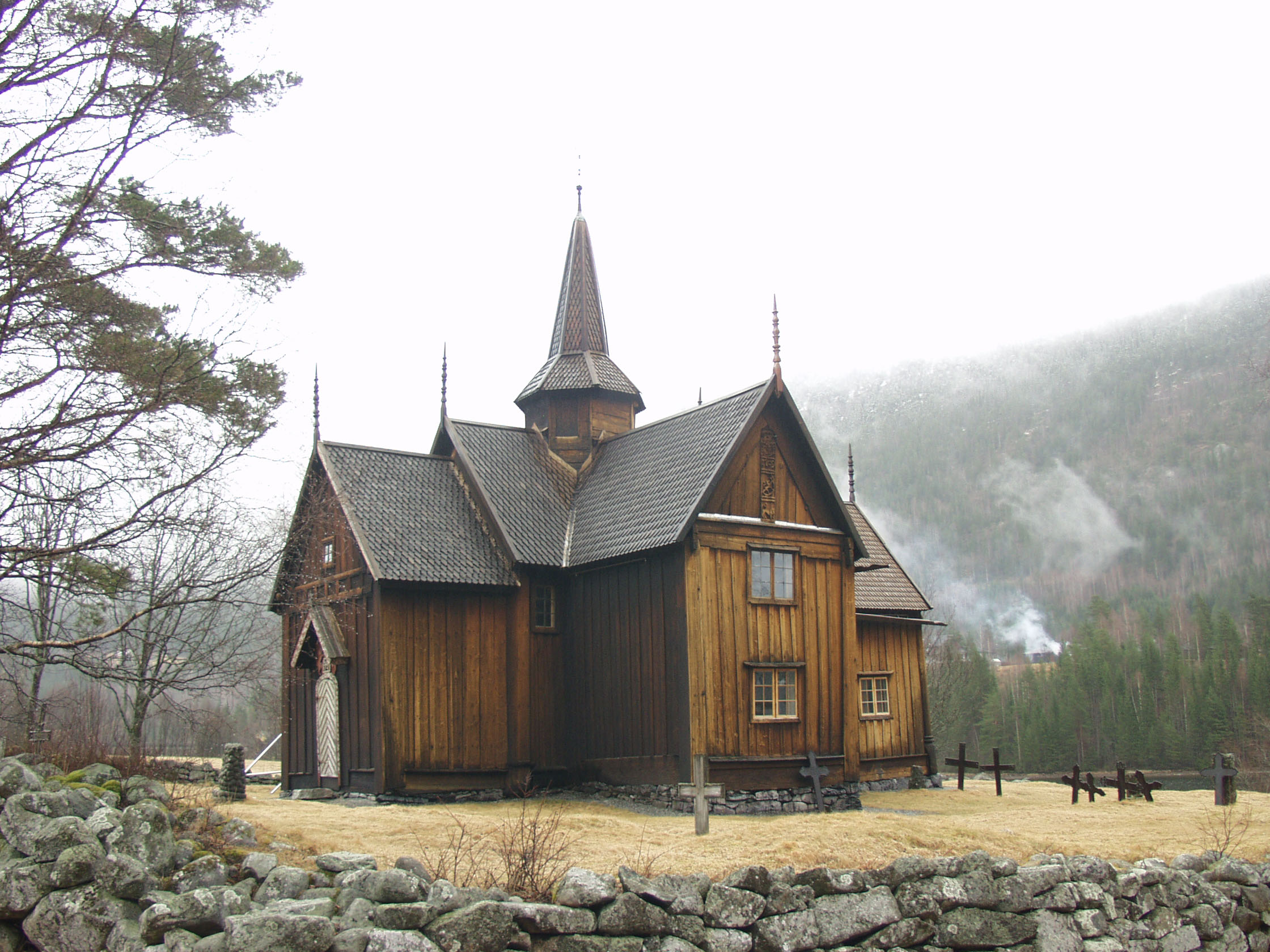
Stabkirche Nore

Die Kommune Nore wurde 1858 von Rollag abgespalten. Nore hatte bei seiner Gründung 3428 Einwohner, Rollag verblieb mit 1869. Zum 1. Januar 1901 wurde Opdal mit 1429 Einwohnern von Nore abgespalten, Nore hatte danach noch 1508 Einwohner. Im Jahr 1903 wurde von Opdal ein von 220 Personen bewohntes Gebiet an Hol überführt. Die Umbenennung von Opdal zu Uvdal erfolgte nach einem Beschluss aus dem Januar 1932. Die Zusammenlegung von Nore und Uvdal zum heutigen Nore og Uvdal erfolgte zum 1. Januar 1962. Dabei lebten zum Zeitpunkt der Zusammenlegung 1975 Menschen in Nore und 1213 in Uvdal. Nach der landesweiten Regionalreform gehörte Nore og Uvdal von 2020 bis 2023 zum Fylke Viken.
In der Kommune liegen mehrere Kirchen. Die Stabkirche Uvdal (Uvdal stavkirke) wurde 1168 erbaut. Sie hat einen kreuzförmigen Grundriss. Die zweite Stabkirche der Gemeinde ist die Stabkirche Nore (Nore stavkirke) aus dem Jahr 1167. Auch sie hat einen kreuzförmigen Grundriss. Weitere Kirchen sind unter anderem die Nore kirke, die Uvdal kirke und die Tunhovd kirke. Wegen seiner vielen älteren Höfe wird die Gegend auch als Middelalderdalen (deutsch: das Mittelaltertal) vermarktet.

## Wirtschaft und Infrastruktur

### Verkehr
Durch das Numedal im Südosten von Nore og Uvdal verläuft in Teilen parallel zum Fluss Lågen der Fylkesvei 40. Bei Rødberg knickt er in den Westen ab und führt weiter durch das Uvdal, bevor er erneut in den Norden abbiegt und nach Hol führt. Die Straße stellt damit unter anderem die Verbindung in die Ortschaft Geilo her. Die Personenbeförderung auf der Bahnlinie Numedalsbanen wurde im Jahr 1989 beendet. Die Strecke wurde für den Güterverkehr zwischen Kongsberg und Flesberg wieder in Betrieb genommen.

### Wirtschaft

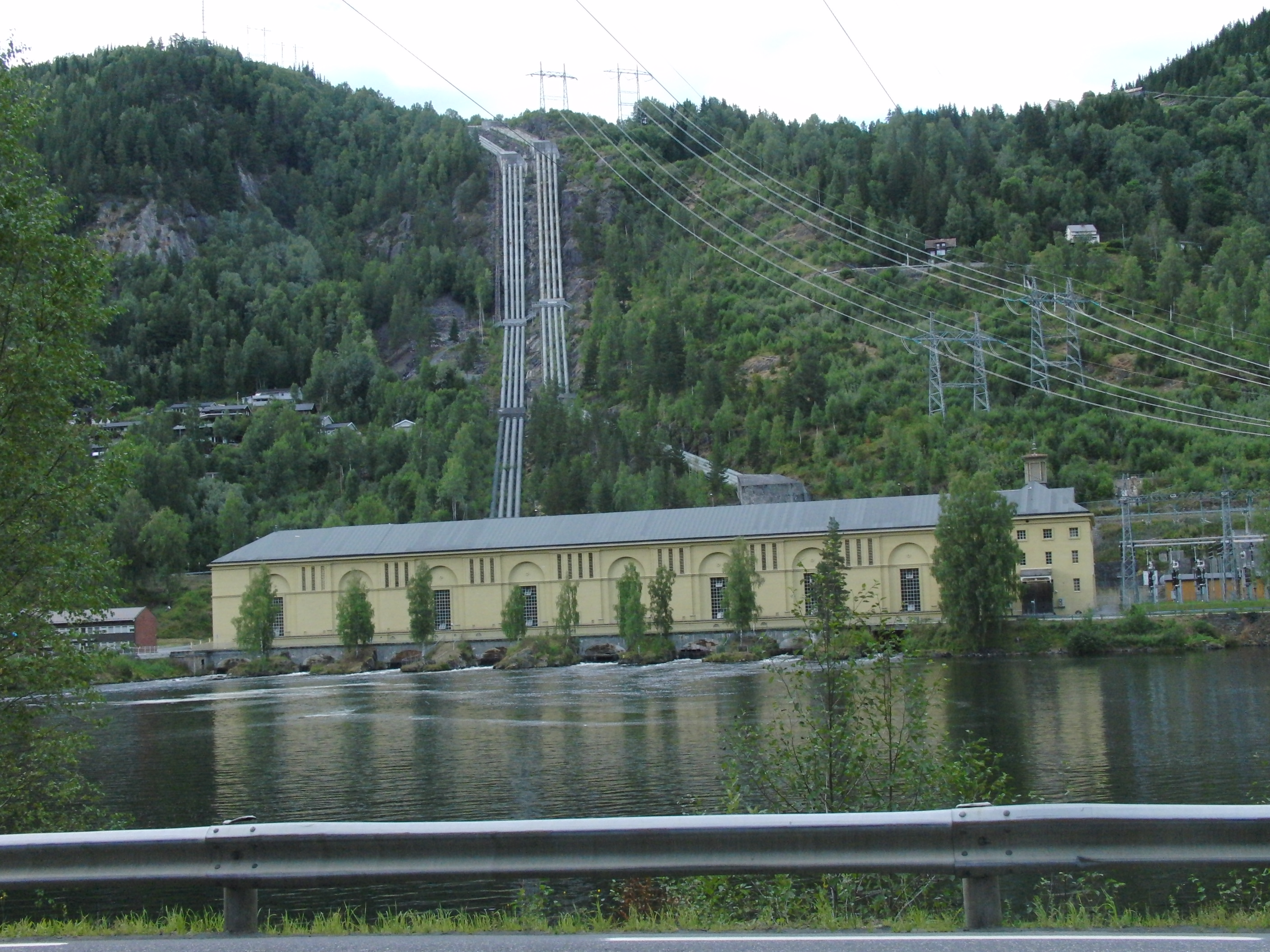
Kraftwerk Nore I

Wichtige Arbeitgeber sind die öffentliche Verwaltung, der Dienstleistungssektor sowie das Baugewerbe. Die Landwirtschaft fokussiert sich vor allem auf Tierhaltung, wobei die Haltung von Schafen und Rindern am weitesten verbreitet ist. Auch die Forstwirtschaft ist von größerer Bedeutung und das Gebirge wird as Jagdgebiet genutzt. Der Industriezweig mit den meisten Arbeitsplätzen ist der Maschinenbau, es folgen die Holz- und die Lebensmittelindustrie. Sowohl im Winter als auch im Sommer ist für Nore og Uvdal außerdem der Tourismus von Bedeutung. Im Westen gibt es Skigebiete für alpinen Skisport und Langlauf. In der Kommune liegen mehrere größere Wasserkraftwerke. Das 1928 in Betrieb genommene Kraftwerk Nore I hatte zwischen 1981 und 2010 eine durchschnittliche Jahresproduktion von etwa 759 GWh. Im Jahr 2020 arbeiteten von etwa 1350 Arbeitstätigen über 1000 in Nore og Uvdal selbst, der Rest verteilte sich auf Kommunen wie Rollag, Kongsberg oder Oslo.

## Name und Wappen
Das seit 1982 offizielle Wappen der Kommune ist ein in schräglinks in Gold und Grün geteilten Wappen, wobei oben ein grünes Blockhaus und unten ein goldenes Wasserrad abgebildet ist. Der Gemeindename setzt sich aus den beiden Bestandteilen „Nore“ und „Uvdal“ zusammen. Ersterer wurde im 15. Jahrhundert im Zusammenhang als Nora sokn und a Norom erwähnt. Der Name war ursprünglich ein Hofname, welcher „enger Sund“ bedeutet und sich auf den schmalen See Norefjorden bezieht. Die Herkunft von Uvdal ist nicht genau gesichert, eine These geht davon aus, dass die Vorsilbe sich von „ulv“ (deutsch: Wolf) ableitet.

## Persönlichkeiten
- Frode Thingnæs (1940–2012), Jazzposaunist, Bandleader und Komponist